# Annie Sprinkle
Annie M. Sprinkle (tên khai sinh: Ellen F. Steinberg, sinh ngày 23 tháng 7 năm 1954) là một giáo viên tình dục học, cựu diễn viên phim khiêu dâm người Mỹ, nhà sản xuất truyền hình cáp, biên tập tạp chí điện ảnh khiêu dâm, nhà sản xuất phim tình dục và nhà bình luận giới tính. Cô đã nhận được BFA về nhiếp ảnh từ trường Nghệ thuật thị giác vào năm 1986 và vào năm 1992, cô đã nhận được một bằng tiến sĩ về tình dục con người từ Viện Nghiên cứu Nâng cao Tình dục Con người ở San Francisco. Hiện tại, Sprinkle hoạt động như một nghệ sĩ trình diễn và giáo dục giới tính. Sprinkle, người tự cho chính bản thân cô là người tình dục thiên nhiên đã kết hôn với người bạn đời lâu năm của mình, Beth Stephens, tại Canada vào ngày 14 tháng 1 năm 2007.

## Tiểu sử
Sprinkle ra đời vào ngày 23 tháng 7 năm 1954, tại Philadelphia, Pennsylvania, mẹ của cô là người Do Thái gốc Nga và cha của cô là người Do Thái gốc Ba Lan. Cô được biết đến như là "cô gái bán dâm và ngôi sao khiêu dâm đã trở thành nhà giáo dục tình dục và nghệ sĩ tình dục.
Nghệ thuật biểu diễn và nghệ thuật sân khấu nổi tiếng nhất của cô là Public Cervix Announcement, trong đó cô mời khán giả "kỷ niệm cơ thể phụ nữ" bằng cách xem cổ tử cung của cô với một cái Speculum và đèn pin.
Cô cũng biểu diễn The Legend of the Sacred Prostitute, trong đó cô đã thực hiện một nghi lễ thủ dâm "ảo thuật tình dục" trên sân khấu.

## Biệt danh
Steinberg đầu tiên đặt tên cho chính bản thân cô tên là "Annie" khi cô bắt đầu làm việc trong công việc tình dục khiêu dâm. Khi sự nghiệp của cô tiếp tục, cô đã có một buổi chiếu ra mắt vào một đêm và cô nói rằng vào đêm đó, "như thể từ chính nữ thần," tên "Annie Sprinkle" đến với cô. Cô nghĩ cái tên ấy phù hợp vì "Tôi bị cuốn hút bởi những dòng nước đá (tôi là một kẻ nghiện đường ngọt!) Và tôi thích thác nước, nước tiểu, chất lỏng âm đạo, mồ hôi, bất cứ thứ gì ướt. Vì vậy cái tên Annie Sprinkle thật là hoàn hảo.

## Tham khảo

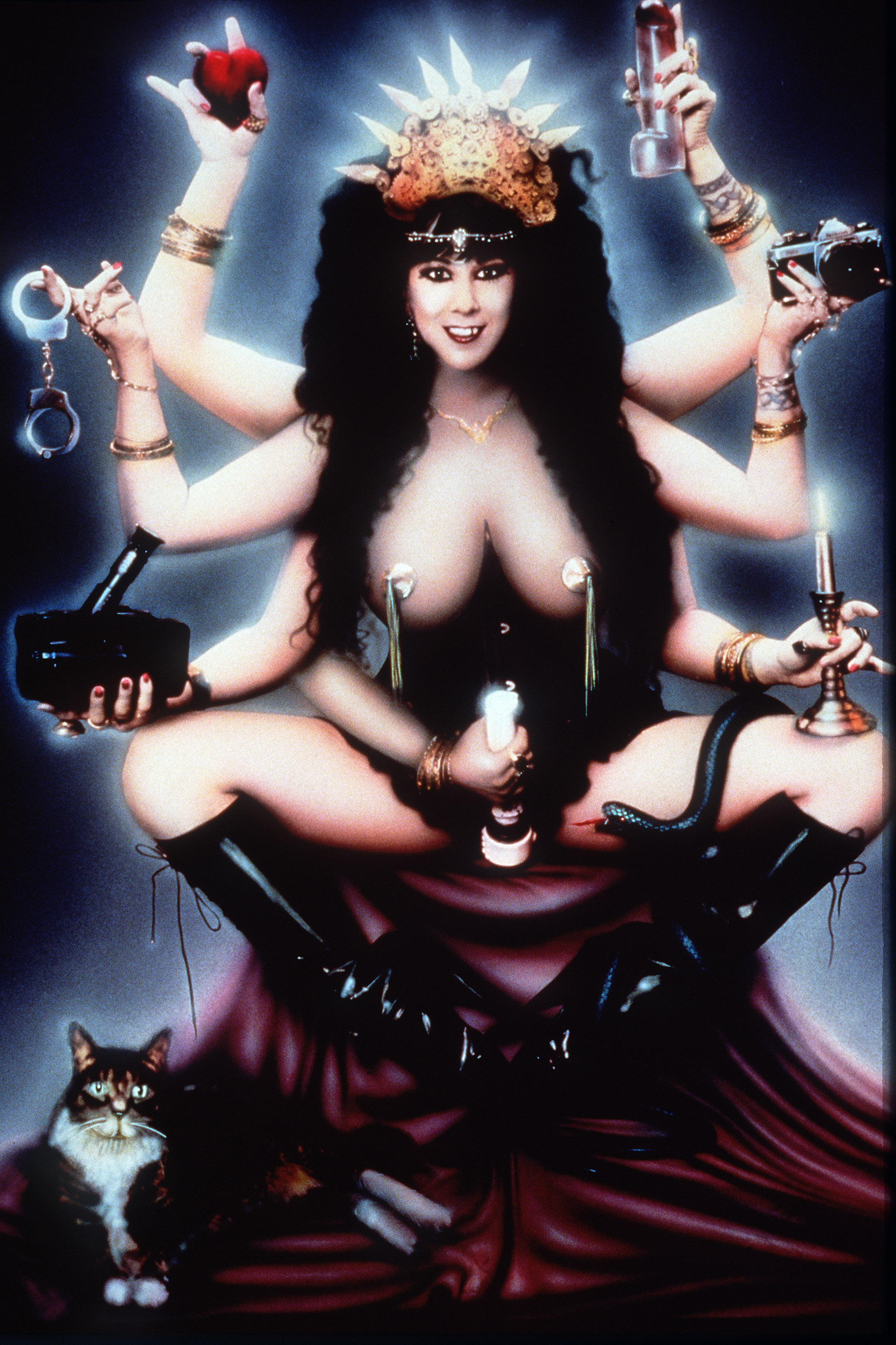
Annie Sprinkle là The Neo Sacred Prostitute Tân nữ thần mại dâm thiêng liêng